# Narodni park Slovaški kras
Narodni park Slovaški kras (Národný park Slovenský kras) je narodni park v gorovju Slovaški Kras (Slovenský kras) v jugovzhodni Slovaški. Leži v okrožjih Gelnica, Rožnava in Košice-okolie  v Košikem okraju.
Narodni park pokriva površino 346,11 km², njegov varovalni pas pa obsega 117,41 km².

## Zgodovina
Park je bil ustanovljen 1. marca 2002, potem ko je bil od leta 1973 zavarovano krajinsko območje. Slovaški Kras je od 1. marca 1977 prvi slovaški biosferni rezervat, ko je bil vključen v Unescov Program Človek in biosfera. Leta 1995 je bilo 12 od 700 jam v parku vpisanih na seznam Unescove svetovne dediščine.

## Geografija
Narodni park je v jugozahodnem delu vzhodne Slovaške v političnem Košikem okraju (Okresy Rožňava in Košice-okolie), ob meji z Madžarsko. Manjši deli 117,41 km² velikega zavaronega območja segajo v okrožje Revúca, ki spada v Banskobystrický kraj; na vzhodni strani je manjši del Košičke kotline del zavaronega območja. 346,11 km² veliko osrednje območje pokriva skoraj celoten Slovaški kras in se razteza od Plešivca na zahodu do Jasova na vzhodu. Glavni del je med rekami Slana, Turňa in Bodva, čez prelaz Jablonovské sedlo. Manjši deli osrednjega območja je na obeh straneh spodnjega toka reke Štítnik.
V narodnem parku je znanih več kot 1000 jam. Najdaljši in najgloblji doslej odkriti jamski sistem, Skalistý potok, meri približno 5,8 km in je globok 317 m. Silická ľadnica (Silická ledena jama) se imenuje najgloblja ledena jama v zmernem podnebnem pasu z vhodom na nadmorski višini 503 m. 12 jam je od leta 1995 del Unescove svetovne dediščine. Za javnost odprte jame so: jama Domica, Gombasecká jaskyňa in Jasovská jaskyňa. Včasih omenjena aragonitna jama Ochtina leži zunaj meja narodnega parka.
Najbolj znan kanjon je Zádielska tiesňava v bližini vasi Zádiel. Globok je do 300 metrov, včasih širok le 10 metrov in dolg okoli 2 km. Nekatere globoke soteske so Kunia priepasť (»Maderjeva soteska«, −220 m), Čertova diera (»Hudičeva luknja«, −186 m) ali Brázda (»Brazda«, −181 m).
Najvišja točka narodnega parka je Matesova skala (925 m).

## Rastlinstvo in živalstvo
Gozd še vedno pokriva približno 80 % površine narodnega parka. Hrast in beli gaber rasteta večinoma v nižinah, na južni strani jih najdemo tudi v višjih legah. Manj pogoste bukve rastejo na severni strani in višje. Redki so tudi javorji in veliki jesen. Med endemične rastline sodijo: javorka Onosma tornensis ali nagelj Dianthus lumnitzerii, druge redke rastline so npr. navadni pasji zob in nekatere trave.
Tako kot v drugih gorskih predelih Slovaške tu živi ris, rjavi medved, divja svinja, volk, navadna lisica in jazbec. Za ptice pevke so primerni številni grmi. Zahvaljujoč kamnitemu biotopu obstaja veliko vrst plazilcev. Zaradi številnih jam je območje primerno za netopirje, pozimi lahko število doseže tudi do 50.000 primerkov 24 vrst. V narodnem parku živijo nekatere v Evropi ogrožene živali, npr. kraljevi orel, kačar ali sokol plenilec.

## Posebna zaščita območja
Naslednja območja so pod posebnim varstvom
- Národné prírodné rezervácie (NPR, Narodni naravni rezervat)

| Brzotínske skaly (433,78 ha, od 1984) Domické škrapy (24,44 ha, 1973) Drieňovec (186,02 ha, 1984) Havrania skala (147,14 ha, 1982) Hrušovská lesostep (40,85 ha, 1954) | Jasovské dubiny (35,1 ha, 1950) Kečovské škrapy (6,61 ha, 1981) Pod Strážnym hrebeňom (96,67 ha, 1966) Turniansky hradný vrch (13,79 ha, 1964) Zádielska tiešnava (214,73 ha, 1986) |

- Národné prírodné pamiatky (NPP, Narodni naravni spomenik)

| Ardovská jaskyňa (seit 1972) Brázda (1982) Diviačia priepasť (1986) Domica (1972) Drienovská jaskyňa (1996) Gombasecká jaskyňa (1972) Hrušovská jaskyňa (1996) Jasovská jaskyňa (1925) | Krásnohorská jaskyňa (1972) Kunia priepasť (1996) Milada (1972) Obrovská priepasť (1996) Silická ľadnica (1982) Skalistý potok (1996) Snežná diera (1996) Zvonivá jama (1996) |

- Prírodné rezervácie (PR, Naravni rezervat)

Gerlašské skaly (21,73 ha, od 1981)
Kráľova studňa (11,21 ha, 1982)
Palanta (86,93 ha, 1966)
Pod Fabiankou (1,22 ha, 1982)
Sokolia skala (11,69 ha, 1981)